# Харпер, Хизер
Хи́зер Мэ́ри Ха́рпер (англ. Heather Mary Harper, 8 мая 1930, Белфаст — 22 апреля 2019, Лондон, Великобритания) — оперная певица из Северной Ирландии, сопрано. Исполнительница мировой премьеры «Военного реквиема» Бенджамина Бриттена в 1962 году вместо Галины Вишневской. Командор ордена Британской империи (1965).

## Детство и юность
Родилась 8 мая 1930 года в Белфасте, в семье юриста Хью Харпера и Мэри Харпер (в девичестве Робб). Дети в семье учились музыке с раннего возраста. Харпер получила стипендию Тринити-колледжа в Лондоне, училась игре на фортепиано и дополнительно на альте и виолончели. Когда появилась возможность изучать вокал, выиграла ещё одну стипендию.
Первоначально пела партии меццо-сопрано в хоровых коллективах Ambrosian Singers, Би-би-си и George Mitchell Singers. Её голосу в этот период была характерна «светлая, гибкая колоратура», более типичная для сопрано. Хизер училась пению у Элен Айсепп, а переучивалась как сопрано у Фредерика Хаслера и Иванн Родд-Марлинг, авторов книги Singing: The Physical Nature of the Vocal Organ.

## Карьера
Профессиональный дебют состоялся в 1954 году в роли леди Макбет («Макбет» Дж. Верди) в оперном клубе Оксфордского университета, выступление было положительно отмечено критиками. В 1956 певица получила роль Виолетты в телевизионной постановке «Травиаты» Верди. Хизер была членом компании «English Opera Group» с 1956 по 1975 год. В Королевском оперном театре Ковент-Гарден первой ролью Харпер стала Елена в опере Бриттена «Сон в летнюю ночь» в 1962 году. Впоследствии на этой сцене она спела Арабеллу («Арабелла» Р. Штрауса), Бланш («Диалоги кармелиток» Ф. Пуленка), Антонию («Сказки Гофмана» Ж. Оффенбаха), Гутруну и Еву («Гибель богов» и «Нюрнбергские мейстерзингеры» Р. Вагнера), Микаэлу («Кармен» Ж. Бизе), Гекубу («Царь Приам» М. Типпетта), Хрисофемиду, Императрицу и Ариадну («Электра», «Женщина без тени», «Ариадна на Наксосе» Р. Штрауса). В 1975 году в Лондоне пела Эллен Орфорд в опере Бриттена «Питер Граймс» в новой постановке Элайджи Мошински с Джоном Викерсом в главной роли. Воплотила роль Нади в опере Типпетта «Лёд тронулся», в роли миссис Койл участвовала в премьерах оперы «Оуэн Уингрейв» Бриттена в Королевской опере и, ранее, на телевидении. Прощальным выступлением певицы в Лондоне стала опера «Питер Граймс» в 1981 году.
В 1967 и 1968 годах Харпер спела Эльзу («Лоэнгрин» Вагнера) на Байройтском фестивале под управлением Рудольфа Кемпе. В Метрополитен-опера дебютировала в роли графини Альмавива в опере Моцарта «Свадьба Фигаро» в 1971 году. В опере Сан-Франциско пела Шарлотту («Вертер» Ж. Массне). Много пела в театре Колон в Буэнос-Айресе, в том числе Маргариту («Фауст» Ш. Гуно) и Вителлию («Милосердие Тита» Моцарта).
Концертная карьера певицы также была заметной. Пела в премьере «Военного реквиема» Бриттена в соборе Ковентри с Дитрихом Фишер-Дискау и Питером Пирсом в 1962 году, заменив Галину Вишневскую, которой власти в СССР отказали в выездной визе. Была солисткой во втором представлении в Великобритании «Реквиема» Ф. Дилиуса в Ливерпуле в 1965 и в Лондоне в 1968 годах. В 1975 году пела «Реквием» Верди в Лондоне с Королевским филармоническим оркестром. В Белфасте в 1985 исполнила мировую премьеру песенного цикла Малкольма Уильямсона «Next Year in Jerusalem». Была солисткой на мировой премьере Третьей симфонии Типпетта в 1972 году.
Имеются аудио- и видеозаписи опер и концертов с участием Хизер Харпер. Записи песен Мориса Равеля («Songs Of Maurice Ravel», 1984) стала победителем «Грэмми».
Харпер завершила певческую карьеру в 1994 году. Её прощальное выступление состоялось на Променадных концертах Би-би-си, певица исполнила Пять песен А. Берга («Altenberg Lieder») и «Серенаду музыке» Р. Воан-Уильямса.

## Личная жизнь
Харпер дважды была замужем. Первый брак с Леонардом Баком закончился разводом в 1972 году. В 1973 году вышла замуж за аргентинского учёного Эдуардо Беннароча. Сестра была виолончелистской, брат играл на валторне в британских музыкальных и её брат был валторнистом с Рох, на Королевский филармонический и английским камерным оркестром.
Харпер получила звание командора Ордена Британской империи в 1965 году.
Умерла 22 апреля 2019 года, в возрасте 88 лет.